# ستانلي شميت
ستانلي شميت (بالإنجليزية: Stanley Schmidt)‏ (7 مارس 1944، سينسيناتي في الولايات المتحدة)؛ فيزيائي وروائي أمريكي.